# Bank centralny

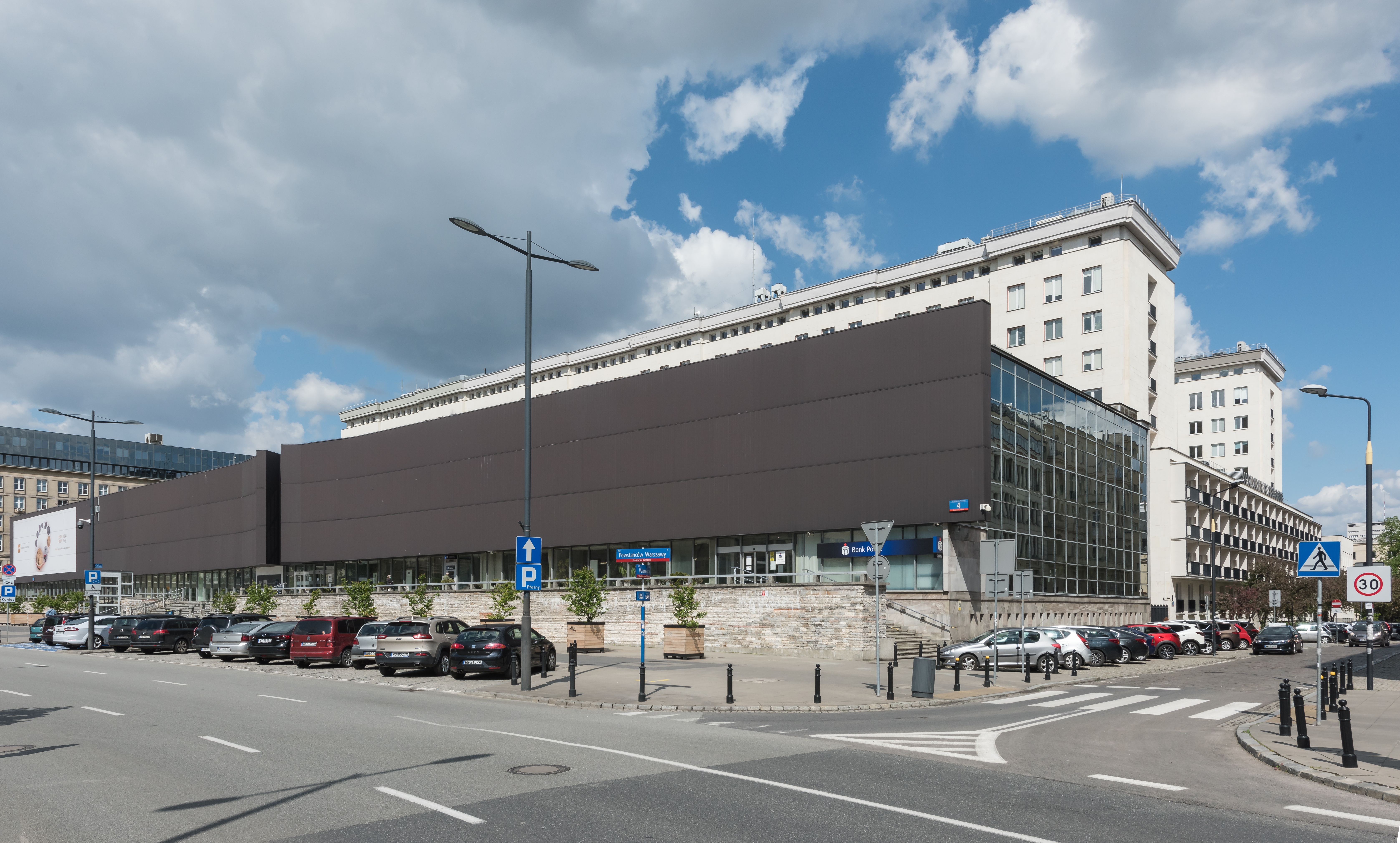
Gmach centrali i jednego z 16 oddziałów Narodowego Banku Polskiego w Warszawie

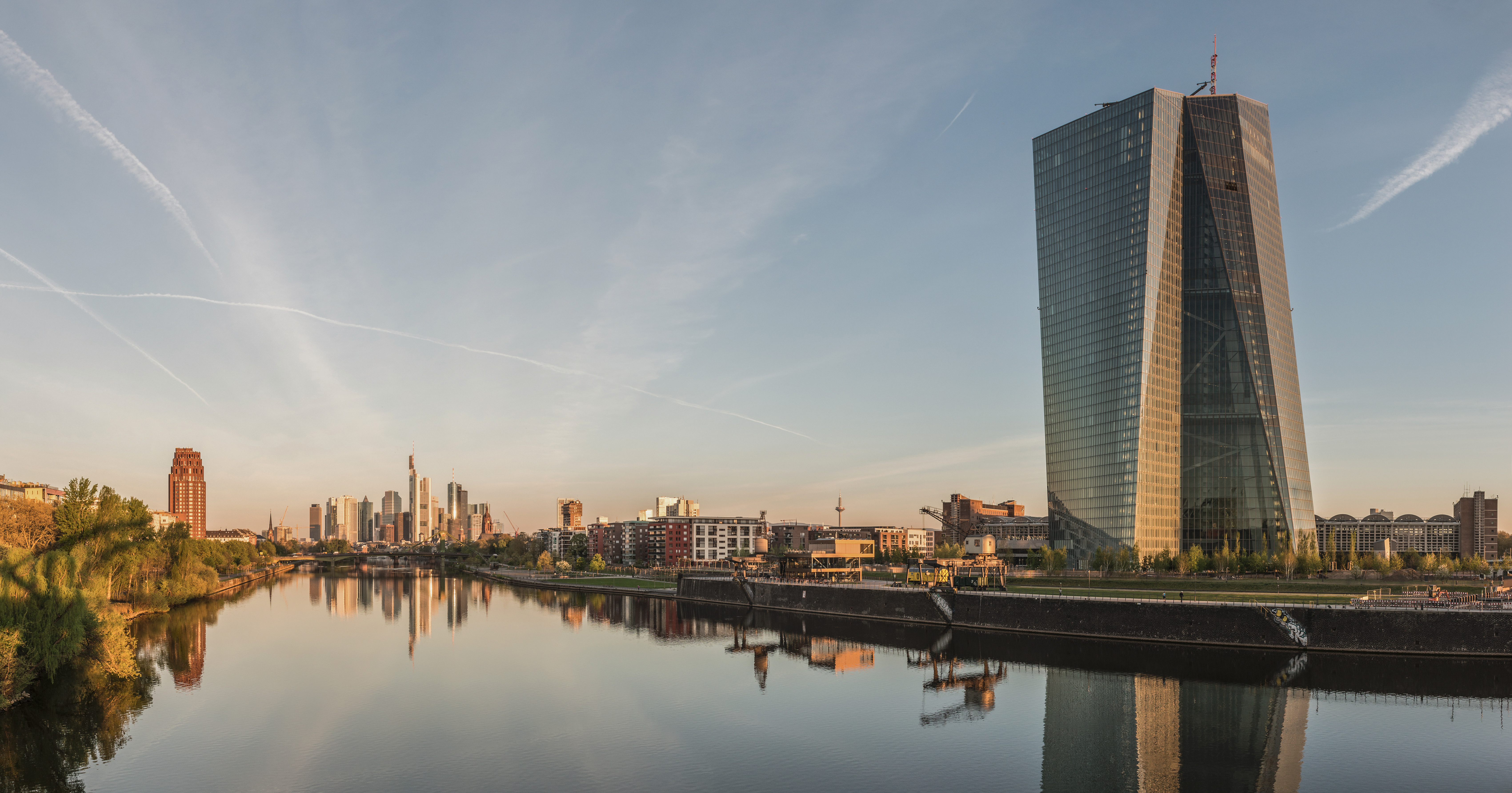
Europejski Bank Centralny we Frankfurcie

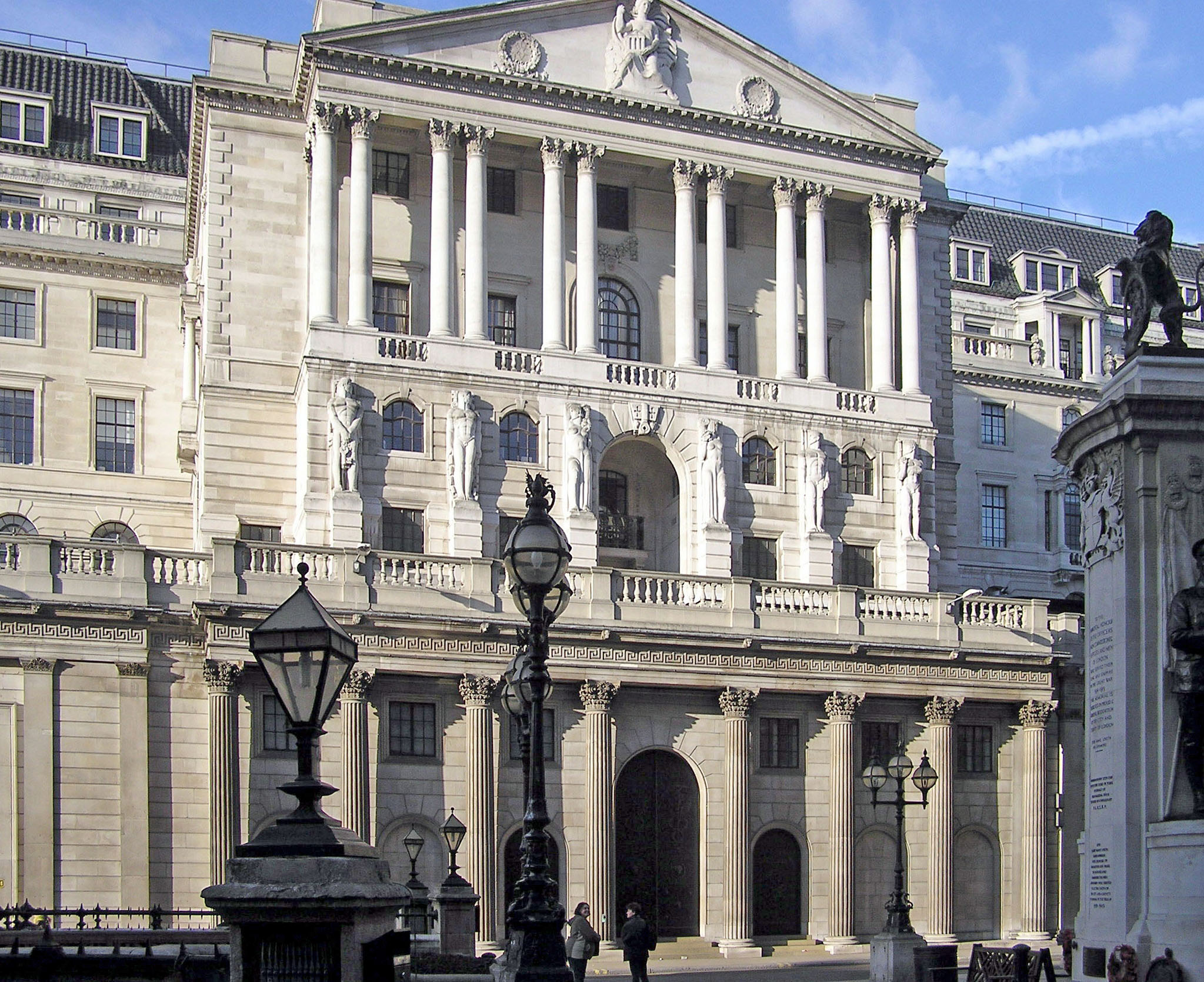
Bank of England

Bank centralny – instytucja odpowiedzialna za funkcjonowanie systemu bankowego oraz prowadzenie bieżącej polityki pieniężnej państwa. W praktyce gospodarczej wyróżnia się dwa modele relacji banku centralnego i państwa: bank komercyjny niezależny od państwa (samodzielnie ustalający cele i dobierający narzędzia) oraz bank centralny zależny od państwa (rządu).
Najstarszym bankiem centralnym na świecie jest utworzony w 1668 roku Bank Szwedzki. W Polsce funkcję banku centralnego pełni Narodowy Bank Polski.

## Funkcje banku centralnego
- Bank centralny emituje pieniądz gotówkowy. Jest jedyną instytucją uprawnioną do emitowania znaków pieniężnych w danym państwie.
- Bank centralny jako bank banków, tzn. zaopatruje banki komercyjne w pieniądz, reguluje rezerwy banków komercyjnych. Bank centralny realizuje również transakcje z zagranicznymi bankami centralnymi i instytucjami międzynarodowymi.
- Bank centralny jest bankiem państwa. Prowadzi rachunki instytucji państwowych. Utrzymuje rachunki depozytowe państwa, prowadzi kasową obsługę budżetu, obsługuje dług publiczny. W wyjątkowych przypadkach bank centralny może udzielić państwu kredytu (w formie kredytu bezpośredniego lub zakupu skarbowych papierów wartościowych). Jednak z racji na zagrożenie inflacją, do której mogą doprowadzić tego typu transakcje, jest to obecnie bardzo rzadko stosowane rozwiązanie[2].
- Bank centralny pełni funkcję tzw. pożyczkodawcy ostatniej szansy (ostatniej instancji) – wspomaga banki i instytucje finansowe w sytuacji kryzysowej[3].

### Funkcje stabilizująco-kontrolne
- Bank centralny formułuje cele polityki pieniężnej państwa i steruje nią za pomocą dostępnych instrumentów.
- Bank centralny utrzymuje i zarządza rezerwami dewizowymi kraju, a także prowadzi politykę kształtowania kursu waluty krajowej.
- Bank centralny nadzoruje działalność banków komercyjnych, dbając o bezpieczeństwo systemu bankowego.
- Bank centralny reguluje podaż pieniądza w obiegu (poprzez np. operacje otwartego rynku i ustalanie stóp procentowych) i oddziałuje na politykę kredytową banków komercyjnych.

## Pośrednie instrumenty polityki pieniężnej
Kierowane są one do ogółu podmiotów sektora bankowego, na które oddziałują poprzez odpowiednie zmiany w podaży pieniądza lub wysokości rynkowych stóp procentowych. Oddziałują one poprzez odpowiednie modelowanie układu zależności pomiędzy stopami procentowymi a popytem na pieniądz i jego podażą. Skuteczność ich zależy od stanu płynności w sektorze bankowym.

### Polityka rezerw obowiązkowych
Polityka rezerw obowiązkowych zalicza się do instrumentów ilościowych. Stopa rezerw obowiązkowych określa, ile procent od każdego depozytu zdeponowanego na rachunkach a vista lub rachunku terminowym banki komercyjne muszą przekazać na swój rachunek w banku centralnym lub utrzymywać je w swojej kasie w formie zapasów gotówki. Rezerwie obowiązkowej przypisuje się rolę rynkowego instrumentu ogólnego oddziaływania, gdyż stopy ich ustalane są zazwyczaj w jednakowej wysokości dla wszystkich banków, a obowiązek ich tworzenia nie łączy się z ingerencją w układ stosunków między bankami komercyjnymi i klientami. Istnieją różne zasady odprowadzania tych rezerw na rachunek w banku centralnym. Zależą one głównie od metody naliczania rezerw, wysokości stopy, oprocentowania środków utrzymywanych w formie rezerw, jak również i gromadzenia środków.

### Operacje otwartego rynku
Operacje otwartego rynku prowadzone są z bankami komercyjnymi z inicjatywy banku centralnego. Polegają na zakupie lub sprzedaży papierów wartościowych, dewiz oraz bonów pieniężnych emitowanych na własny rachunek przez bank centralny. W ramach tych operacji, transakcje mogą być dokonywane w sposób warunkowy lub bezwarunkowy. Poprzez nie bank centralny ma wpływ na płynność i zdolności emisyjne banków komercyjnych, wysokość stóp procentowych oraz efektywność funkcjonowania rynku pieniężnego. W operacjach otwartego rynku mogą brać udział wybrane banki, zwane dealerami rynku pieniężnego.

### Transakcje depozytowo-kredytowe
W ramach transakcji depozytowo-kredytowych banki komercyjne mogą pożyczać z własnej inicjatywy pieniądze od banku centralnego. Istnieją jednak pewne limity i warunki specjalne tych pożyczek ustalane bezpośrednio przez bank centralny, który występuje tu jako kredytodawca ostatniej instancji. Do operacji depozytowych natomiast, należą wszelkie lokaty na rachunku terminowym w banku centralnym, zwane depozytami na koniec dnia. Operacje depozytowo-kredytowe są istotne kiedy regulowanie płynności płatniczej sektora bankowego za pomocą operacji otwartego rynku nie zapewnia utrzymania ustabilizowanego i zgodnego z oczekiwaniami poziomu stóp procentowych.

## Instrumenty bezpośrednie oddziaływania na rynek pieniężny
Stosowane przez bank centralny instrumenty bezpośredniego oddziaływania można podzielić na dwie grupy. Pierwsza obejmuje instrumenty wykorzystywane do kontroli rozmiarów udzielanych kredytów i wysokości stóp procentowych, druga zaś do swoistego rodzaju oddziaływania poprzez moralną perswazję (narzędzia informacyjne).

### Kontrola udzielanych kredytów i stóp procentowych
Zadaniem kontroli wysokości udzielanych przez banki komercyjne kredytów jest utrzymanie podaży pieniądza na określonym poziomie w celu przywrócenia lub po prostu zapewnienia równowagi w gospodarce i/lub obrotach bieżących z zagranicą. Kontrola kredytów może przybierać różne formy. Różny też może być zakres jej stosowania. Może przybrać bowiem formę:
- kontyngentów lub pułapów kredytowych,
- kwotowych lub procentowych ograniczeń dotyczących depozytów lub papierów wartościowych,
- dyrektywnych wskaźników określających procentowy stosunek danego typu kredytów do kapitału własnego,
- badania wypłacalności banków komercyjnych,
- innych łagodniejszych form kontroli.

Kontrola poziomu stóp procentowych natomiast, należy do bezpośrednich instrumentów selektywnego oddziaływania na gospodarkę za pomocą zjawisk pieniężnych. Prowadzi się ją poprzez podmiotowe lub przedmiotowe różnicowanie stawek oprocentowania, bądź za pomocą wyznaczania górnej lub dolnej wysokości stóp procentowych, bądź też narzucania bankom komercyjnym ściśle określonej wysokości stawek.

### Moralna perswazja
Polega ona na przekazywaniu w różnej formie informacji na temat krótko i średniookresowych założeń polityki pieniężnej, jej instrumentów i zamierzonych efektów. Skala posługiwania się nimi zależy od szeregu uwarunkowań, mających swoje źródła w sytuacji wewnętrznej danego kraju oraz w jego powiązaniach z zagranicą. Można zaryzykować stwierdzenie, iż wielkość zapotrzebowania na wspieranie polityki pieniężnej instrumentami perswazji powinna być odwrotnie proporcjonalna do poziomu niepewności i niemożności osiągnięcia jej celów za pomocą instrumentów ogólnego oddziaływania na system bankowy.
Przesłanki do perswazji:
- Stany nadpłynności w sektorze bankowym, które poprzez finansowe uzależnienie banków komercyjnych od banku centralnego zawieszają regulacyjne właściwości stopy oprocentowania kredytu lombardowego.
- Konieczność jednoczesnego realizowania wykluczających się nawzajem celów polityki pieniężnej, czego przykładem może być potrzeba schłodzenia koniunktury gospodarczej oraz zmniejszenia dopływu kapitału z zagranicy.
- Wpływ wywierany na kurs walutowy oraz zmiany w rezerwach dewizowych państwa.
- Niejednoznaczność w interpretowaniu zamierzeń banku centralnego na podstawie wykorzystywanych przez niego instrumentów pośrednich.

W ostatnich latach w Polsce, instrumenty perswazji wykorzystuje również Rada Polityki Pieniężnej, która w sprawozdaniach ze swoich posiedzeń informuje o kształtowaniu nie tyle bieżącej, co przyszłej inflacji, wskazując przy tym prawdopodobny kierunek zmian stóp procentowych w przyszłości.